# Malacca (État)
Pour les articles homonymes, voir Malacca.
Le Malacca ou Malaka (jawi : ملاك) est un État du sud-ouest de la Malaisie, dont la capitale est la ville de Bandar Melaka, le plus ancien port de Malaisie, fondé vers 1400 et qui a longtemps joué un rôle stratégique important.

## Géographie
Le Malacca est situé sur la côte sud-ouest de la péninsule malaise, en face de Sumatra, et limitrophe des États de Negeri Sembilan au nord et de Johor à l'est.

## Démographie

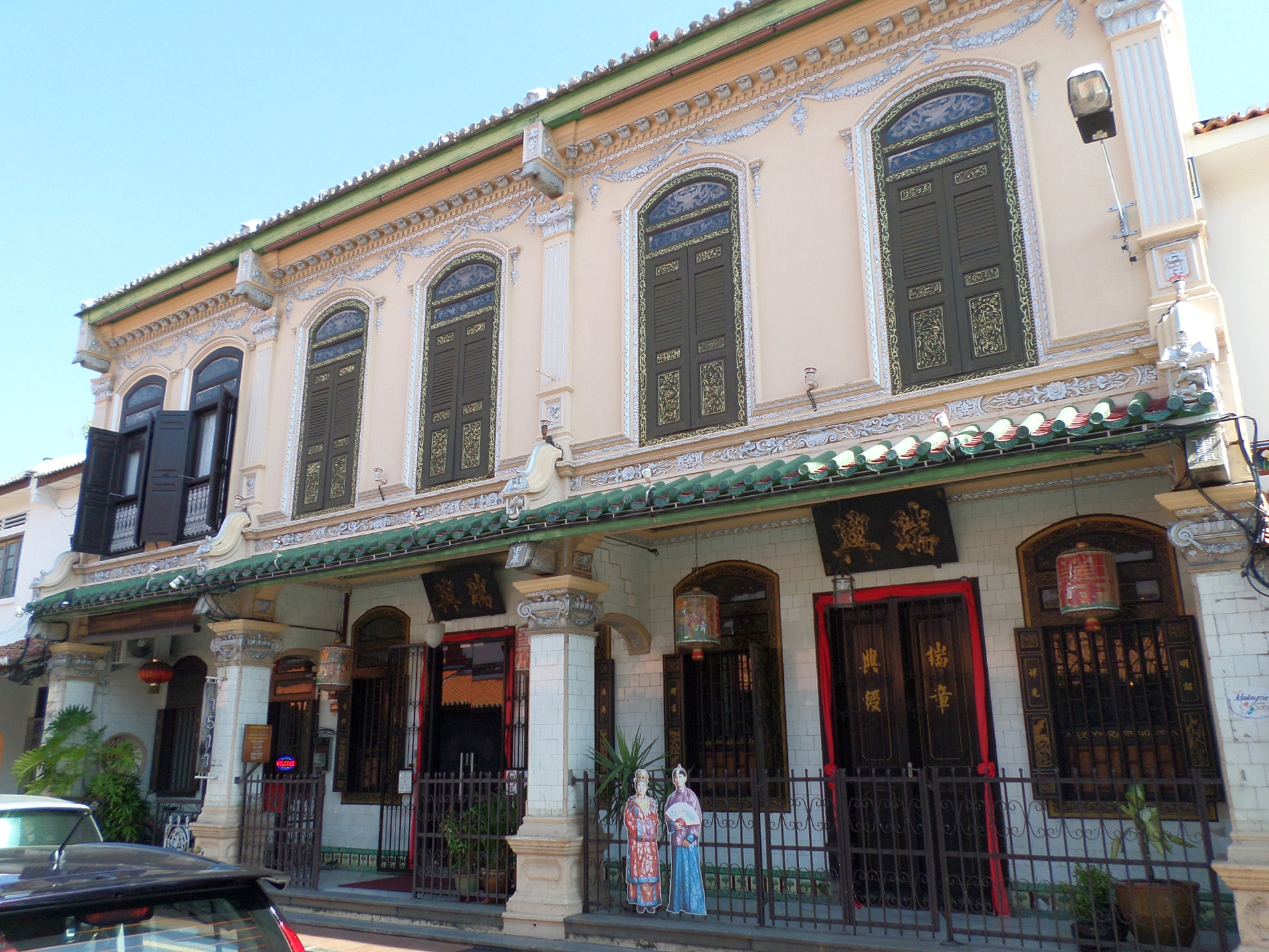
Maison traditionnelle Baba-Nyonya à Bandar Melaka.

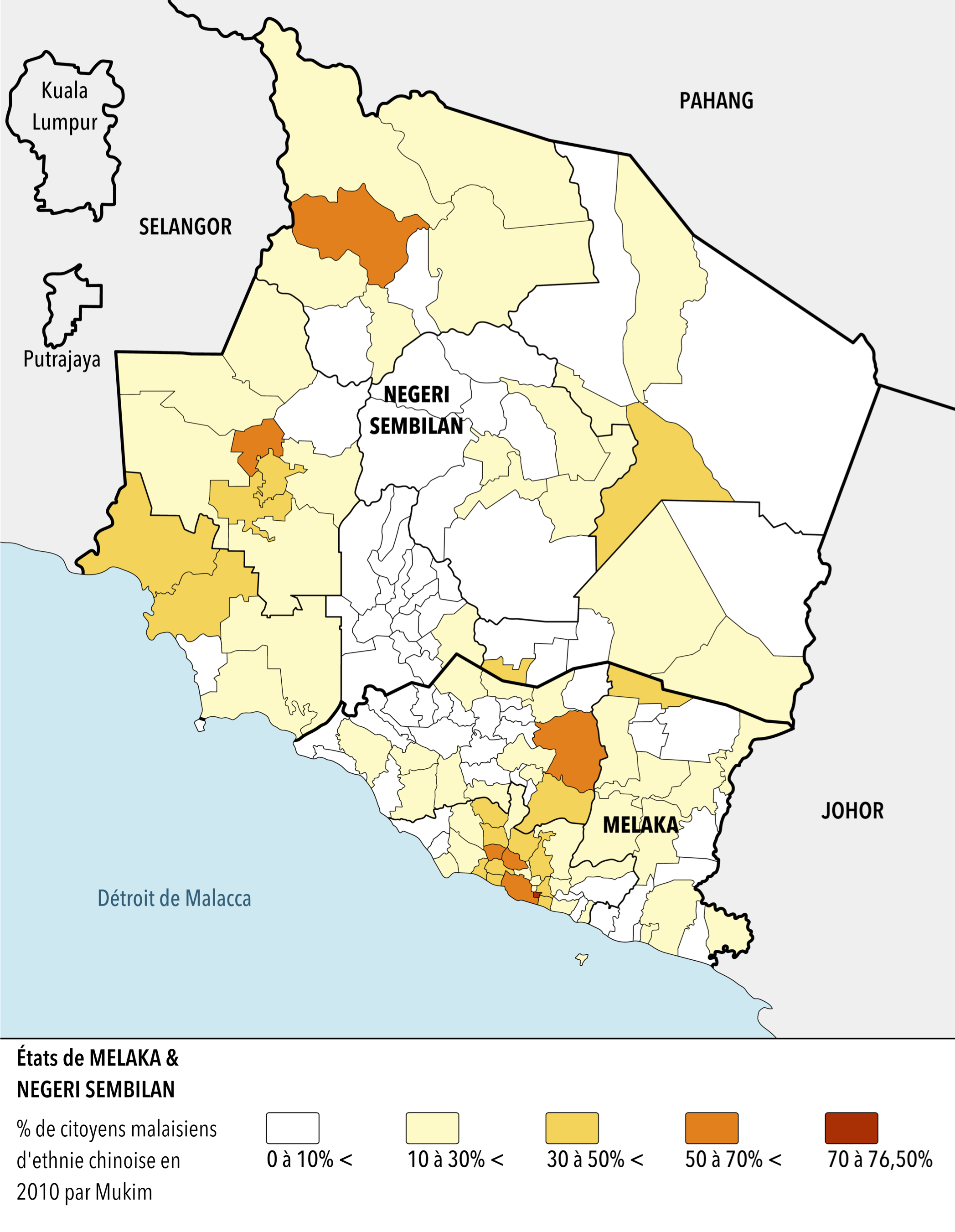
Répartition des citoyens malaisiens d'origine ethnique chinoise par Mukim lors du recensement de 2010.

Lors du recensement de 2010, les citoyens malaisiens de l'État de Malacca se répartissaient ainsi : 65,75% de Malais (497 912 hab.), 26,36% de Chinois (199 588 hab.) et 6,23% d'Indiens (47 186 hab.).
Il existe toujours une minorité eurasienne descendante des métis portugais de Malacca. Ils parlent toujours un ancien portugais créole appelé cristao ou papia kristang. Le musée ethnographique de la capitale distingue également deux autres groupes minoritaires, les Chitty (en), groupe métis indo-malais, et les Baba Nyonya (en), groupe métis sino-malais.
Un grand nombre de traditions d’origine portugaise sont toujours pratiquées de nos jours. Il en est ainsi de l’« Intrudu », du « branyu » (danse traditionnelle), et de « santa cruz » (fête annuelle dans la rue).
Malacca est aussi une place forte pour les Chinois, appelés Peranakan, dont l'installation dans la cité remonte au commerce indo-chinois. Il existe toujours plusieurs temples et bâtiments chinois à Malacca et dans ses environs.
Une légende veut que Zheng He ait emmené à Malaka une ravissante princesse chinoise, Hang Li Poh (en) (汉丽宝), Elle s’était convertie à l’islam et allait épouser le sultan Mansur Shah (en).
Pour éviter que la princesse ne souffre du mal du pays, l’empereur avait ordonné qu’elle soit accompagnée par cinq cents suivantes et leurs servantes. La légende populaire veut que ces jeunes filles se soient par la suite mariées et établies à Malaka dans une région appelée Bukit Cina (en) ou Colline des Chinois. Il n’est pas certain que cette histoire soit fondée sur des faits historiques. Il semble plus probable que les Chinois qui se sont établis à Malaka aient été des commerçants ou des marins. Une chose est sûre : Zheng He a fait régulièrement escale à Malaka au cours de ses nombreux voyages depuis la Chine.

## Histoire

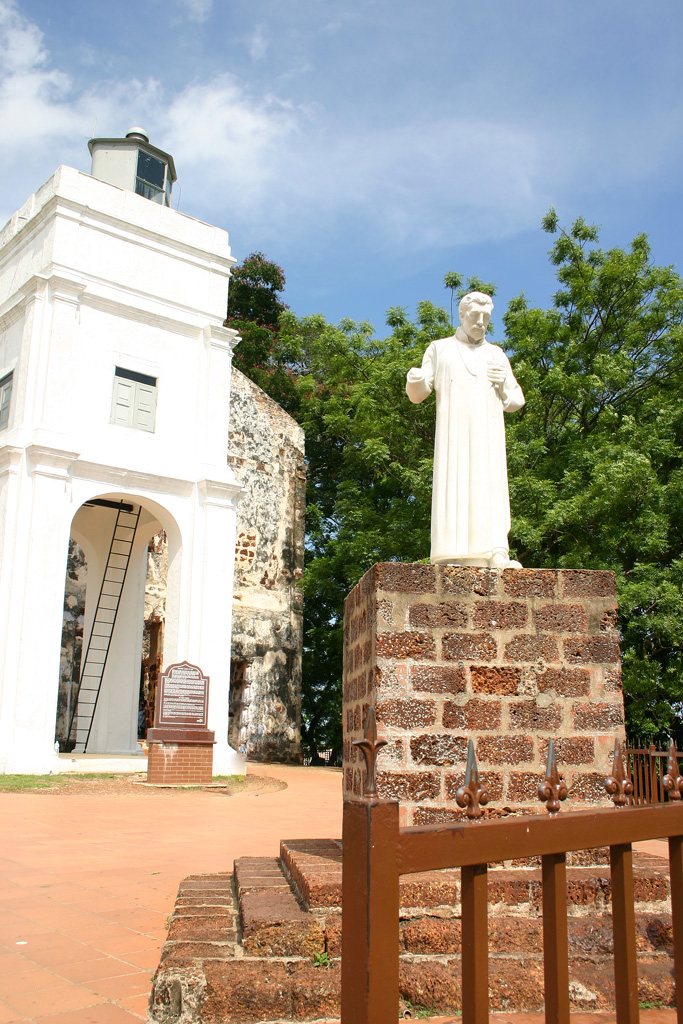
Église de la Mère-de-Dieu (devenue église St. Paul), vestige de la présence portugaise sur le détroit

La première mention écrite connue de Malaka provient d'un texte chinois, le Ko Kwo Yi Yu, qui relate une mission chinoise à Malaka en 1403. On doit à ce texte une liste de mots malais transcrits en caractères chinois, avec leur traduction en chinois.

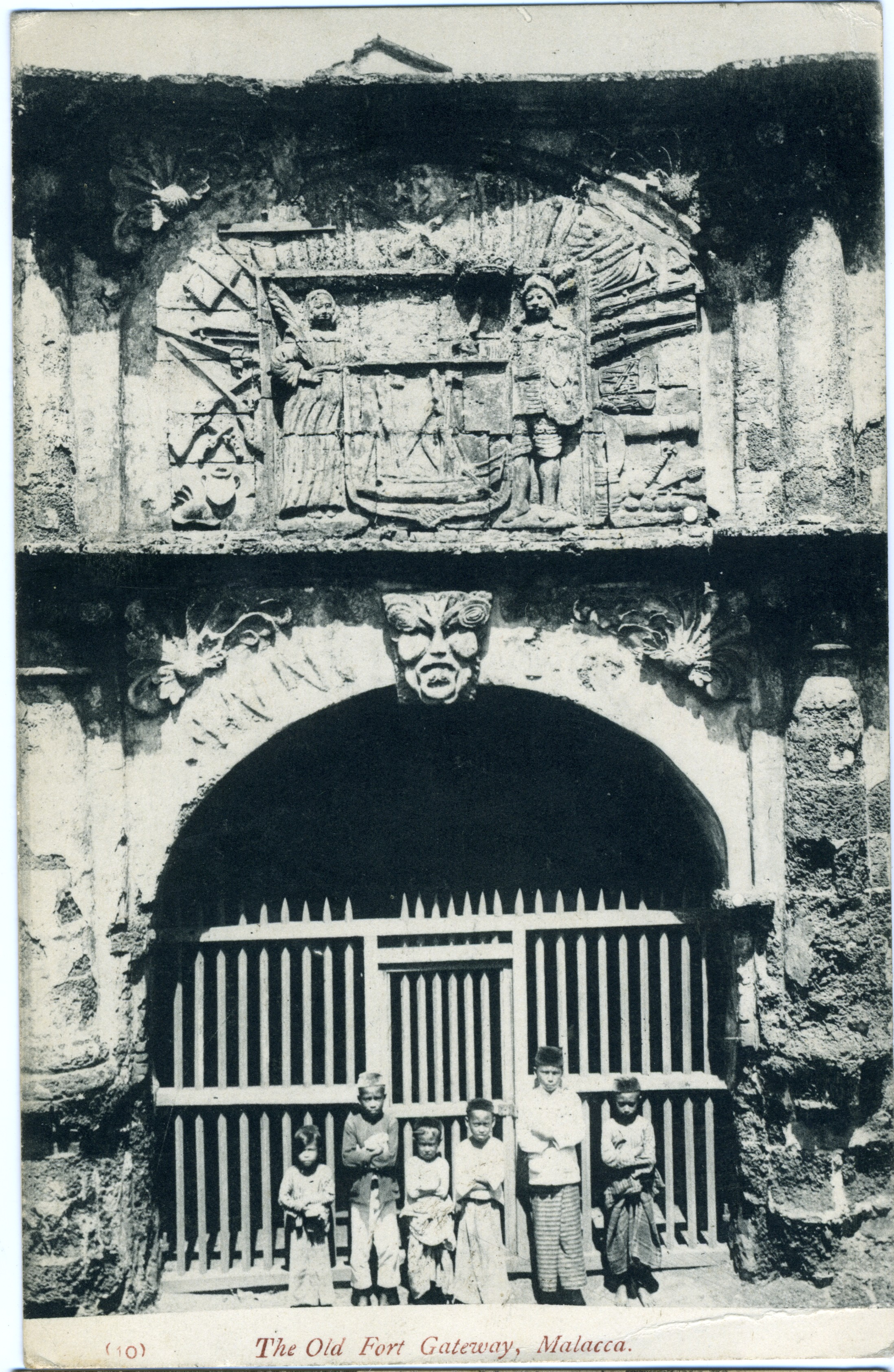
Porte de la « Famosa », forteresse portugaise, Malacca

Selon la tradition, Malaka a été fondée peu avant 1400 par Parameswara, un prince de la cité hindou-bouddhique de Palembang (sud de Sumatra) qui refusait la suzeraineté du royaume javanais de Majapahit et quitta Palembang. Malaka revendiqua la suzeraineté sur Palembang, mais la Chine prit le parti de Majapahit.
Située sur une grande voie de commerce international entre d'une part, de la Chine et des Moluques et d'autre part, l'Inde et le Moyen-Orient, la cité-État de Malaka devint rapidement le port le plus important de la région, rôle que du VIIIe au XIIIe siècle avait tenu une autre cité-État, Sriwijaya, ancien nom de Palembang.
Les marchands musulmans jouaient un rôle prépondérant dans ce commerce. Parameswara se convertit à l’islam à la fin de son règne en 1414 et prend le nom d'Iskandar Shah.
L'expansionnisme du royaume thaï d'Ayutthaya (1350-1767) est une menace pour Malaka. En 1405, la cité cherche la protection de la Chine et y envoie plusieurs missions, auxquelles participent les trois premiers souverains eux-mêmes. En retour, l'amiral chinois Zheng He, musulman, vient plusieurs fois à Malaka de 1405 à 1433, à la tête d'une énorme flotte. Le quartier de Bukit Cina témoigne de l'établissement de Chinois, qui considéraient qu'il avait le meilleur Feng Shui de la cité. Le cimetière chinois de Malaka est le plus grand cimetière chinois du monde hors de Chine.
Malaka est prise en 1511 par le vice-roi portugais des Indes, Afonso de Albuquerque, parti de Goa à la tête d'une flotte de dix-huit bateaux et 1 200 hommes. Le sultan Mahmud déplace sa cour à Johor dans le sud de la péninsule Malaise. Les principautés portuaires de Java, alliées de Malaka, tentent plusieurs fois, sans succès, de reprendre la ville aux Portugais, notamment Jepara, en 1512-13 d'abord, puis de 1551 à 1574.
La prospérité de Malacca reposait sur un réseau commercial musulman dans lequel les Portugais n'arrivent pas à s'intégrer. Tomé Pires, un apothicaire portugais qui vécut à Malaka de 1512 à 1515, a pu décrire la richesse de Malacca et le dynamisme de son commerce. Avec les Portugais, le commerce de Malaka périclite rapidement. La cité est prise dans le conflit qui opposait le royaume d'Aceh dans le nord de Sumatra et le sultanat de Johor pour le contrôle du détroit. Aceh notamment lancera plusieurs attaques sur Malacca, sans succès. La première a lieu en 1537. C'est surtout le sultan Iskandar Muda (règne 1607-36) qui, dans le cadre de ses campagnes pour conquérir les principautés des deux côtés du détroit qu'il cherche à contrôler, défait notamment une flotte portugaise à Bintan dans les îles Riau en 1614. Mais, en 1629, Iskandar Muda lance une flotte sur Malacca, qui est totalement détruite avec 19 000 hommes perdus.
Immédiatement après la prise de Malaka, les Portugais lancent des expéditions dans les Moluques, où ils échouent à imposer aux royaumes locaux leur monopole sur la production et le commerce des épices. Le missionnaire François Xavier, cofondateur de Compagnie de Jésus avec Ignace de Loyola, passe plusieurs mois à Malaka en 1545, 1546 et 1549. De là, il jette les bases d'une mission aux Moluques. Il fut enterré à Malaka pendant quelques mois, avant que sa dépouille ne soit transférée à Goa.
En 1641, les Néerlandais de la VOC (Vereenigde Oostindische Compagnie ou « Compagnie néerlandaise des Indes orientales »), alliés à Johor, prennent à leur tour Malaka aux Portugais.
La prise de Malaka par les Portugais aura eu deux conséquences fondamentales : la rupture du réseau des marchands de l'Asie du Sud-Est insulaire et péninsulaire, et la christianisation de l'est de l'archipel indonésien.
Pour la VOC aussi, l'importance de Malaka résidait dans sa position sur le détroit. Les Néerlandais signent en outre des accords commerciaux avec plusieurs États de la péninsule pour s'approvisionner en étain. Mais les Néerlandais devaient aussi porter leurs efforts sur la lutte contre le royaume de Gowa dans le sud de Sulawesi, dont l’expansionnisme contrariait leurs propres visées aux Moluques. Avec la défaite finale de Gowa en 1669, la VOC concentre ses activités commerciales sur les Moluques et Java.
Dans les années 1670, la VOC ouvre un comptoir sur la côte est de Sumatra, d'où provient l'étain dont ils contrôlent le commerce avec Malaka. Les droits perçus sur ce commerce forment une part importante des revenus de la ville. Mais, le commerce de Malaka entre en déclin.
En 1795, le stadhouder (gouverneur militaire) des Provinces-Unies Guillaume V d'Orange-Nassau se réfugie en Angleterre devant l'invasion des armées françaises. D'Angleterre, il envoie une série d'instructions à ses administrateurs pour qu'ils cèdent les territoires néerlandais, dont Malacca, à l'Angleterre afin qu'ils ne tombent pas aux mains des Français.
Finalement, Malaka est cédée aux Britanniques par le Traité de Londres de 1824, qui scelle la séparation entre la péninsule et Sumatra et la coupure du monde malais en deux.
De 1826 à 1946, Malaka fut gouvernée par la Compagnie britannique des Indes orientales et ensuite comme une Colonie de la Couronne. Elle fut intégrée aux Établissements des détroits avec Singapour et Penang. Après la dissolution des colonies de la Couronne, Malaka et Penang participèrent à l'Union malaise, qui prendra ensuite le nom de Malaisie.

## Politique
Bien que le premier sultanat de la péninsule fût celui de Malaka, cet État ne possède néanmoins plus de sultan. Le dernier sultan avait dû fuir la ville lors de la conquête portugaise en 1511, et s'était réfugié dans le sud de la péninsule, où il a fondé un nouveau royaume, Johor. La direction de l’État est assurée par le gouverneur ou Yang Di-Pertuan Negeri, poste occupé par l'ancien ministre de l’Information de Malaisie,Tun Datuk Seri Utama Mohd. Khalil b. Yaakob , de 2004 à 2020, puis par Mohd Ali Rustam, reconduit pour un second mandat en 2024..

## Subdivisions
L'État de Malacca est divisé en trois districts :
- Alor Gajah
- Central Melaka
- Jasin

## Transports

### Ferroviaire
La ville de Tampin, à 30 km au nord de la ville de Malaka, est la gare ferroviaire la plus proche, bien qu’une ligne reliant Tampin à Melaka ait existé avant la Seconde Guerre mondiale. Cette ligne fut détruite par les Japonais pour réutiliser ses éléments pour construire la fameuse « voie ferrée de la mort » entre la Thaïlande et la Birmanie[réf. souhaitée].

### Routier
La sortie Ayer Keroh sur l’autoroute Nord-Sud qui traverse la Malaisie est l’entrée principale de Malaka. Les sorties d’Alor Gajah et de Jasin peuvent aussi être empruntées.
Malaka dispose d’une gare routière avec des lignes régulières vers Kuala Lumpur, Johor Bahru et autres villes de Malaisie, ainsi qu’à destination de Singapour.

### Aérien
Malaka possède aussi l'aéroport de Batu Berendam à vocation « charter » vers diverses zones de la région.